# 黑斑獅子魚
黑斑獅子鱼（学名：Liparis punctulatus）为輻鰭魚綱鮋形目杜父魚亞目狮子鱼科的其中一種。目前發現於西北太平洋區，包括從日本青森縣至長崎縣及朝鮮半島東側海域，屬底棲性魚類，棲息在水深0至20公尺的海域，體長可達8.3公分，生活習性不明。
其种加词“punctulatus”意为“有斑点的”。